# Val Pusteria

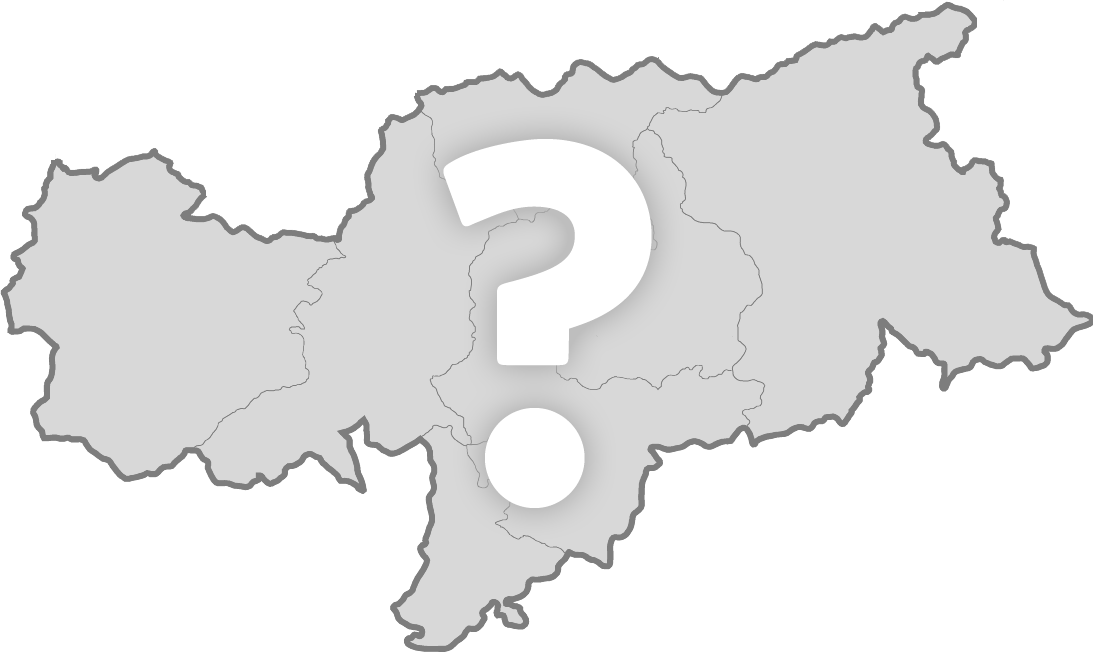

La Val Pusteria o Valle Pusteria (en alemán Pustertal, en ladino Val de Puster) es un valle de los Alpes entre el Tirol del Sur y el Tirol del Este, que se sitúa en una dirección este-oeste entre Bressanone y Lienz.
Los términos Val Pusteria y Pustertal se suelen usar para denominar únicamente a la parte surtirolesa del valle.
Por este valle circula la Ferrovia della Val Pusteria (Pustertalbahn).

## El comprensoriode la Val Pusteria
La parte italiana del valle corresponde administrativamente al comprensorio de la Val Pusteria (en alemán Bezirksgemeinschaft Pustertal). Fue instituido oficialmente en 1969 por la fusión de 26 municipios. Su área total es 2.071 km² y tiene una población de 73.497 habitantes (censo de 2003). Su capital y ciudad principal es Brunico.

## Historia
Feudo de la Casa de Gorizia, al extinguirse en 1500 el valle fue anexionado por Maximiliano I de Habsburgo, uniéndolo al Condado de Tirol, exceptuando a Brunico, que siguió perteneciendo al Principado Episcopal de Brixen.
La actual frontera entre Italia y Austria quedaría definida en el Tratado de Saint-Germain-en-Laye en 1919.

## Municipios

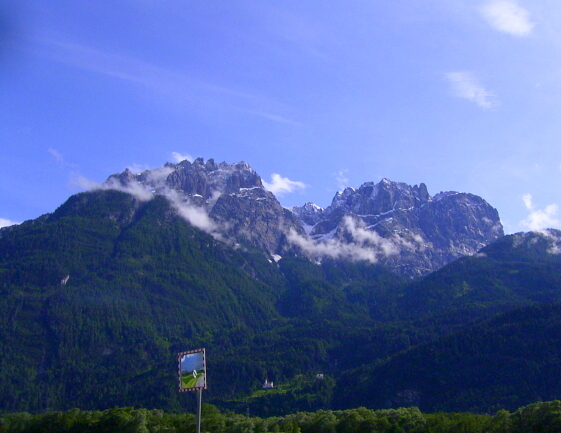
Macizo montañoso de la Val Pusteria.

El comprensorio de la Val Pusteria/Pustertal consta de 26 municipios (nombre italiano - nombre alemán - nombre ladino, si lo hay):
1. Badia - Abtei
2. Braies - Prags
3. Brunico - Bruneck
4. Campo Tures - Sand in Taufers
5. Chienes - Kiens
6. Corvara in Badia - Corvara
7. Dobbiaco - Toblach
8. Falzes - Pfalzen
9. Gais - Gais
10. La Vallé - Wengen - La Val
11. Marebbe - Enneberg - Mareo
12. Monguelfo - Welsberg
13. Perca - Percha
14. Predoi - Prettau
15. Rasun Anterselva - Rasen-Antholz
16. San Candido - Innichen
17. Selva dei Molini - Mühlwald
18. Sesto - Sexten
19. San Lorenzo di Sebato - Sankt Lorenzen
20. San Martino in Badia - Sankt Martin in Thurn - San Martín de Tor
21. Terento - Terenten
22. Valdaora - Olang
23. Valle Aurina - Ahrntal
24. Valle di Casies - Gsies
25. Vandoies - Vintl
26. Villabassa - Niederdorf